# Sjövik
Sjövik – miejscowość (tätort) w Szwecji, w regionie administracyjnym (län) Västra Götaland, w gminie Lerum.
Według danych Szwedzkiego Urzędu Statystycznego liczba ludności wyniosła: 929 (31 grudnia 2015), 1109 (31 grudnia 2018) i 1086 (31 grudnia 2019).